# حسن الرداد
حسن الرداد ممثل مصري ولد في دمياط (2 يناير 1984 -)، وهو خريج كلية التجارة، جامعة القاهرة وخريج معهد الفنون المسرحية قسم تمثيل. شارك في أكثر من عمل سينمائي وتلفزيوني وأهمها مسلسل الجماعة، الدالي.

## زواجه
يوم 4 نوفمبر 2016 تزوج الفنان حسن الرداد الممثلة إيمي سمير غانم وفي 2 يناير 2023 نفس يوم ميلاد حسن الرداد رزق هو وايمي بمولودهما الأول وأسموه "فادي" على اسم شقيقه المتوفي.

## أعماله

### الأفلام
- 2001: جاءنا البيان التالي[2]
- 2006: خيانة مشروعة
- 2008: كاريوكي
- 2008: بلد البنات
- 2009: إحكي يا شهرزاد
- 2011: كف القمر
- 2012: بنات العم
- 2012: الآنسة مامي
- 2013: نظرية عمتي
- 2014: جوازة ميري
- 2015: زنقة ستات
- 2016: عشان خارجين
- 2018: قلب أمه
- 2018: عقدة الخواجة
- 2018: البدلة
- 2019: ساعة رضا
- 2020: توأم روحي
- 2022: تحت تهديد السلاح
- 2023: بلوموندو

### المسلسلات
- 2003: حكايات زوج معاصر
- 2007: الدالي (ج1)
- 2008: الدالي (ج2)
- 2009: ابن الأرندلي
- 2010: الجماعة
- 2011: الدالي (ج3)
- 2011: نونة المأذونة
- 2011: راجل وست ستات (ج8)
- 2013: آدم وجميلة
- 2014: كيكا على العالي
- 2014: اتهام
- 2015: مولد وصاحبه غايب
- 2015: لهفة
- 2015: حق ميت
- 2015: إستيفا
- 2016: نيللي وشريهان
- 2016: مدرسة الحب
- 2018: واكلينها والعة (سبع صنايع)
- 2018: عزمي وأشجان
- 2019: الزوجة 18
- 2020: واكلينها والعة (سبع صنايع) (ج2)
- 2020: شاهد عيان
- 2021: ملوك الجدعنة
- 2021: خارج السيطرة
- 2022: بابلو
- 2024: محارب[3]
- 2025: بحبك أنا

### المسلسلات الإذاعية
- 2010: أيام جميلة
- 2013: رجل المستحيل
- 2016: فرقة سيكا
- 2017: صورة سيلفي
- 2018: هارب من عش الزوجية
- 2019: مش لازم حازم
- 2023:راس رجاء و صالح

### المسرحيات
- 2019: لوكاندة الأوباش
- 2021: في نص الليل
- 2022: كازنوفا
- 2023: التلفزيون

### البرامج
- 2010: لقاء مستحيل (ضيف)
- 2012: ديو المشاهير (عضو لجنة التحكيم)
- 2016: وش السعد (ضيف)
- 2020: "The Masked Singer- إنت مين؟[4]
- 2024: الليلة دوب

## وصلات خارجية
- حسن الرداد على موقع IMDb (الإنجليزية)
- حسن الرداد على موقع الدهليز
- حسن الرداد على موقع قاعدة بيانات الأفلام العربية
- حسن الرداد على موقع قاعدة بيانات الفيلم (الإنجليزية)